# Tiziana Cusma-Velari
Tiziana Cusma-Velari (n. 18 de octubre de 1947) es una botánica, palinóloga, profesora, taxónoma, conservadora, y exploradora italiana.
Desarrolla actividades académicas y científicas en el Departamento de Botánica, de la Universidad de Trieste.

## Algunas publicaciones
- fabio Conti, l. Bernardo, tiziana Cusma-Velari, vera Kosovel, laura Feoli-Chiapella. 2014.  Morphometric and karyological study of Genista sericea (Cytiseae-Fabaceae). Phytotaxa 181 (2): 61 – 78.

- tiziana Cusma-Velari, laura Feoli-Chiapella, vera Kosovel. 2013. Karyology of Teline Medik. (Cytiseae-Fabaceae). Webbia (2): 239 - 249 resumen

- gianluigi Bacchettaa, salvatore Brullo, tiziana Cusma-Velari. 2012. Analysis of the Genista ephedroides group (Fabaceae) based on karyological, molecular and morphological data. Caryologia 65 (1): 47 - 61. DOI:10.1080/00087114.2012.678088 resumen

- tiziana Cusma-Velari, laura Feoli-Chiapella, vera Kosovel. 2011. Taxonomic Notes on the Genista ephedroides Group (Fabaceae) from the Mediterranean Area. Novon 21 (1): 4 - 19.

- -------------------------, --------------------------. 2009. The so-called primitive genera of Genisteae (Fabaceae): systematic and phyletic considerations based on karyological data. Bot. J. of the Linnean Soc. 160 (2): 232 - 239. DOI: 10.1111/j.1095-8339.2009.00859.x

- loredana Rizzi Longo, tiziana Cusma Velari, lavinia Munno, marialuisa Pizzulin Sauli. 2002. Palynological Italian Flora, Aeropalynological. Broussonetia papyrifera Vent. Allionia 39: 57 - 64.

- tiziana Cusma-Velari. 1984. Effects of preparation techniques on pollen grains of Centaurea weldeniana (Asteraceae). Grana 23 (2): 91 - 95 resumen

## Honores

### Membresías
- La abreviatura «Cusma-Vel.» se emplea para indicar a Tiziana Cusma-Velari como autoridad en la descripción y clasificación científica de los vegetales.[2]